# Las Granjas del Norote
Las Granjas del Norote är en ort i Mexiko.   Den ligger i kommunen Elota och delstaten Sinaloa, i den centrala delen av landet, 900 km nordväst om huvudstaden Mexico City. Las Granjas del Norote ligger 19 meter över havet och antalet invånare är 130.
Terrängen runt Las Granjas del Norote är platt. Runt Las Granjas del Norote är det ganska tätbefolkat, med 78 invånare per kvadratkilometer. Närmaste större samhälle är La Cruz, 14,2 km sydost om Las Granjas del Norote. Trakten runt Las Granjas del Norote består till största delen av jordbruksmark.